# Ikoga
Ikoga est une ville du District du Nord-Ouest au Botswana. Il se situe à proximité du Delta de l'Okavango.